# HSPE1-MOB4
HSPE1-MOB4 (англ. HSPE1-MOB4 readthrough) – білок, який кодується однойменним геном, розташованим у людей на 2-й хромосомі. Довжина поліпептидного ланцюга білка становить 261 амінокислот, а молекулярна маса — 29 737.
| 10         |  | 20         |  | 30         |  | 40         |  | 50         |
| ---------- |  | ---------- |  | ---------- |  | ---------- |  | ---------- |
| MAGQAFRKFL |  | PLFDRVLVER |  | SAAETVTKGG |  | IMLPEKSQGK |  | VLQATVVAVG |
| SGSKGKDFYN |  | WPDESFDEMD |  | STLAVQQYIQ |  | QNIRADCSNI |  | DKILEPPEGQ |
| DEGVWKYEHL |  | RQFCLELNGL |  | AVKLQSECHP |  | DTCTQMTATE |  | QWIFLCAAHK |
| TPKECPAIDY |  | TRHTLDGAAC |  | LLNSNKYFPS |  | RVSIKESSVA |  | KLGSVCRRIY |
| RIFSHAYFHH |  | RQIFDEYENE |  | TFLCHRFTKF |  | VMKYNLMSKD |  | NLIVPILEEE |
| VQNSVSGESE |  | A          |  |            |  |            |  |            |

A: Аланін

C: Цистеїн

D: Аспарагінова кислота

E: Глутамінова кислота

F: Фенілаланін

G: Гліцин

H: Гістидин

I: Ізолейцин

K: Лізин

L: Лейцин

M: Метіонін

N: Аспарагін

P: Пролін

Q: Глутамін

R: Аргінін

S: Серин

T: Треонін

V: Валін

W: Триптофан

Кодований геном білок за функцією належить до шаперонів. 